# Cosmosoma ada
Cosmosoma ada là một loài bướm đêm thuộc phân họ Arctiinae, họ Erebidae.